# RTHK
RTHK (en anglais : Radio Television Hong Kong, chinois traditionnel : 香港電台 ; cantonais Jyutping : Hoeng1 gong2 din6 toi4 ; cantonais Yale : Hēung góng dihn tòih ; litt. « Radiodiffusion hongkongaise ») est la seule société d'audiovisuel public de Hong Kong,. Elle a été créée en 1928 pour la radio et en 1954 pour la télévision. Elle est membre associé de l'UER.